# Copa Nadezhda
A Copa Nadezhda (em língua portuguesa: Copa da Esperança) foi um troféu da Liga Continental de Hóquei que premiava o campeão de um torneio em formato de playoff entre as equipes que não se classificavam para a Copa Gagarin. A copa foi cancelada após duas edições.
Seus dois únicos campeões foram o Dinamo Riga e o Avangard Omsk.